# Popis hrvatskih pravopisa
Popis hrvatskih pravopisa sadržava hrvatske pravopise koji su objavljivani za uporabu i u hrvatskim zemljama, a od 1990. u Republici Hrvatskoj. Popis ne sadržava ona djela koja su objavljivana u Socijalističkoj Republici Bosni i Hercegovini pod naslovom Pravopisni priručnik srpskohrvatskog-hrvatskosrpskog jezika (od 1972. do 1990., 17. izdanje), kao ni one pravopise koji su objavljivani poslije Deklaracije o nazivu i položaju hrvatskog književnog jezika, a koji su nosili pridjev srpskohrvatski (srpsko-hrvatski) u nazivu djela.

## Predstandardizacijsko vrijeme hrvatskoga jezika
- Raymundo Giamagnik (Rajmund Džamanjić), Nauk s piisati dobro latinskiema slovima rieci yesika slovinskoga koyiemse Dvbrovcani, i sva Dalmatia kakko vlasctititem svoyiem yesikom sluscij, Venecija, 1639. (pretisak: Fach Slavische Philologie der Universität, Bamberg, 1991.)
- Kratki navuk za pravopiszanye horvatzko za potrebnozt narodnih skol, Ofen (Budim), 1779. (pretisak: Institut za hrvatski jezik i jezikoslovlje, Zagreb, 2003.)
- Uputjenje k'slavonskomu pravopisanju za potrebu narodnieh ucsionicah u Kraljestvu Slavonie, Ofen (Budim), 1779. (pretisak: Matica hrvatska, Osijek, 1998.; autorstvo pripisano Antunu Mandiću)
- Napuchenye vu horvatzko pravopiszanye, z pravo-chtenyem, y glaszo-merenyem, za potrebnozt narodnih skol Vugerszkoga, i Horvatzkoga Orszaga, Budim, 1780. (prošireno izdanje Kratkoga navuka iz 1779.)
- Ljudevit Gaj, Kratka osnova horvatsko-slavenskoga pravopisaňa, Budim, 1830. (slovopisna rješenja; pretisak: Međunarodni slavistički centar SR Hrvatske - Sveučilišna naklada Liber - Nacionalna i sveučilišna biblioteka, Zagreb, 1983.)
- Ljudevit Gaj, Pravopisz, Danica, Zagreb, 1835. (slovopisna rješenja)
- Josip Partaš, Pravopis jezika ilirskoga, tiskom braće Županah, Zagreb, 1850. (pretisak: Institut za hrvatski jezik i jezikoslovlje, Zagreb, 2002.)

## Standardizacijsko vrijeme hrvatskoga jezika
- Marćel (Marcel) Kušar, Nauka o pravopisu jezika hrvackoga ili srpskoga (fonetičkom i etimologijskom), naklada piščeva, Dubrovnik, 1889. (pretisak: Pergamena, Zagreb, 2009.)
- Ivan Broz, Hrvatski pravopis, po određenju kr. zemaljske vlade, odjela za bogoštovlje i nastavu, troškom i nakladom kr. hrv.-slav.-dalm. zemaljske vlade, Zagreb, 1892., 1893.; Hrvatski pravopis Ivana Broza (priredio Dragutin Boranić), 1904., 1906., 1911., 1915.; (pretisak: Institut za hrvatski jezik i jezikoslovlje, Zagreb, 2014.)[1]
- Dragutin Boranić, Pravopis hrvatskoga ili srpskoga jezika, Zagreb, 1921., 1923.,[2] 1926., 1928.,[3] 1930.;[4] Pravopis hrvatskosrpskoga jezika, 1934., 1937.; Pravopis hrvatskoga ili srpskoga jezika, 1940. (4. izd.[5]), 1941. (8. izd.), 1947. (9. prer. izd.), 1951. (10. izd.)
- Franjo Cipra - Petar Guberina - Kruno Krstić, Hrvatski pravopis, Zagreb, 1941. (zabranjen; pretisak: ArTresor naklada, Zagreb, 1998.)
- Adolf Bratoljub Klaić (sastavio uz suradnju članova Hrvatskog državnog ureda za jezik član ureda A. B. Klaić), Koriensko pisanje, Hrvatski državni ured za jezik, Zagreb, 1942.
- Franjo Cipra - Adolf Bratoljub Klaić (uz suradnju članova Ureda za hrvatski jezik), Hrvatski pravopis, Nakladni odjel Hrvatske državne tiskare, Zagreb, 1944. (pretisak: Hrvatski korijenski pravopis, Hrvatska sveučilišna naklada, Zagreb, 1992.)
- Pravopis hrvatskosrpskoga književnog jezika, Izvanredno izdanje, Matica hrvatska, Zagreb, 1958., 187 str.[6]
- Pravopis hrvatskosrpskoga književnog jezika s pravopisnim rječnikom, (izradila Pravopisna komisija), Matica hrvatska - Matica srpska, Zagreb - Novi Sad, 1960.
- Pravopis hrvatskosrpskog jezika : školsko izdanje, prema zaključcima pravopisne komisije priredili Ljudevit Jonke i Mihailo Stevanović, Matica hrvatska, Zagreb; Matica srpska, Novi Sad, 1960. (1. izd.), 1962. (2. izd.), 1964. (3. izd.), 1966. (4. izd.), 1967. (5. izd.); objavljeni poslije Deklaracije: 1968. (6. izd.), 1969. (7. izd.), 1970. (8. izd.)
- Pero Tutavac Bilić, Pravopis hrvatskog jezika : Priručno izdańe, Buenos Aires : Svitlenik, 1971.
- Stjepan Babić - Božidar Finka - Milan Moguš, Hrvatski pravopis, Školska knjiga, Zagreb, 1971. (zabranjen i uništen; pretisak: London, 1972. i 1984.; Zagreb, 1990.)
- Vladimir Anić - Josip Silić, Pravopisni priručnik hrvatskoga ili srpskoga jezika, Sveučilišna naklada Liber - Školska knjiga, Zagreb, 1986., 1987. i 1990. (3. nepromijenjeno izd., Školska knjiga)

## Suvremeni hrvatski pravopisi
- Stjepan Babić, Božidar Finka, Milan Moguš, Hrvatski pravopis, Školska knjiga, 1990. (Pretisak izdanja iz 1971. god.), 1994. (2. dorađeno izd.), 1995., 1996., 2000. (5., prerađeno izd.), 2002. (6. izd.), 2003. (7. izd.), 2004. (8. izd.), 2006. (9. izd.)
- Ante Vladimir Bikić, Pravopisni priručnik hrvatskoga jezika : za osnovnu školu, Didakta, Zagreb, 1997.
- Marina Čubrić, Mirela Barbaroša-Šikić, Praktični školski pravopis : s vježbama i zadacima, Školska knjiga, 2001., 2002., 2003., 2004., 2008., 2012.
- Vladimir Anić - Josip Silić, Pravopis hrvatskoga jezika, Novi Liber, Školska knjiga, Zagreb, 2001.
- Ljiljana Jojić, prir., Pravopisni priručnik : dodatak Velikom rječniku hrvatskoga jezika, Novi Liber, 2003. (ISBN 9536045257), 2004. (ISBN 9536045303), 2009. (ISBN 9789536045679)
- Stjepan Babić, Sanda Ham, Milan Moguš, Hrvatski školski pravopis, Školska knjiga, Zagreb, 2005. (ISBN 953-0-40026-8)
- Lada Badurina - Ivan Marković - Krešimir Mićanović, Hrvatski pravopis, Matica hrvatska, 2007., 2008.
- Ivan Branko Šamija, Prinosi rječnjaku i pravopisu hrvatskomu, 2007. (2. dop. izd. 2008.)
- Stjepan Babić - Sanda Ham - Milan Moguš, Hrvatski školski pravopis : usklađen sa zaključcima Vijeća za normu hrvatskoga standardnog jezika, Školska knjiga, Zagreb, 2008. (ISBN 978-953-0-40026-9), 2009. (2. izd.), 2012. (4. izd.)
- Stjepan Babić - Milan Moguš, Hrvatski pravopis : usklađen sa zaključcima Vijeća za normu hrvatskoga standardnog jezika, Školska knjiga, Zagreb, 2010., 2011.
- Ilija Protuđer, Pravopis, pravogovor, rječnik hrvatskoga književnog jezika : priručnik za učenike osnovne i srednje škole : hrvatski pravopis – pravopisna pravila, pravogovor hrvatskoga književnog jezika, hrvatski pravopis – pravopisni rječnik, Naklada Protuđer, Split, 2010.
- Željko Jozić, gl. ur., Hrvatski pravopis, Institut za hrvatski jezik i jezikoslovlje, Zagreb, 2013., ISBN 978-953-7967-07-9 (internetsko izd.), ISBN 978-953-7967-04-8 (meki uvez), ISBN 978-953-7967-08-6 (tvrdi uvez)

### Računalni pravopis
- Slaven Batnožić - Branko Ranilović - Josip Silić, Hrvatski računalni pravopis : (uz računalni program pravopisne provjere), Matica hrvatska i SYS, informacijski sistemi, Zagreb, 1996., ISBN 953-150-096-7